# محافظة سوكوتاي
محافظة سوكوتاي أو سوخوثاي (بالتايلاندية: สุโขทัย) (بالإنجليزية: Sukhothai)‏ هي واحدة من محافظات تايلاند الخمس والسبعين تجاور محافظات فراي وأوتاراديت وفيتسانولوك وكامفاينغ فيت وتاك ولامبانغ.

## الجغرافيا
تقع محافظة سوكوتاي 427 كيلومترا شمال بانكوك، وتغطي 6596 كيلومترا مربعا.

## التقسيمات الادارية
تنقسم المحافظة إلى 9 مناطق و 86 مقاطعة فرعية و 782 قرية.
| 1. سوخوتاي موانج 2. بان دان لان هو 3. كراي ميت 4. كرايلات كونج 5. سي ساتشانالاي 6. سامرونج | 1. ساوانخالوك 2. ناخون سي 3. تيانج سليم |

## معرض صور

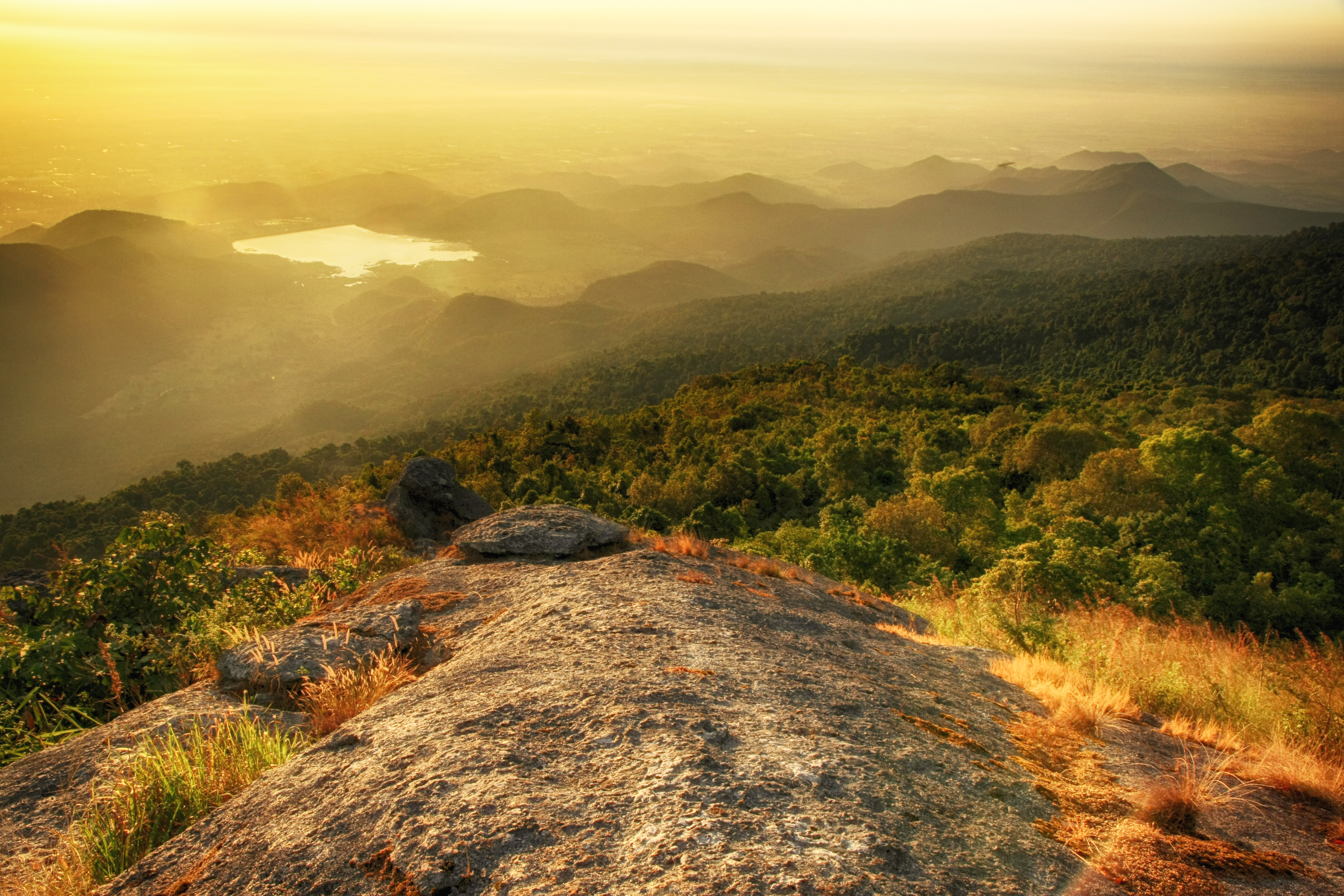
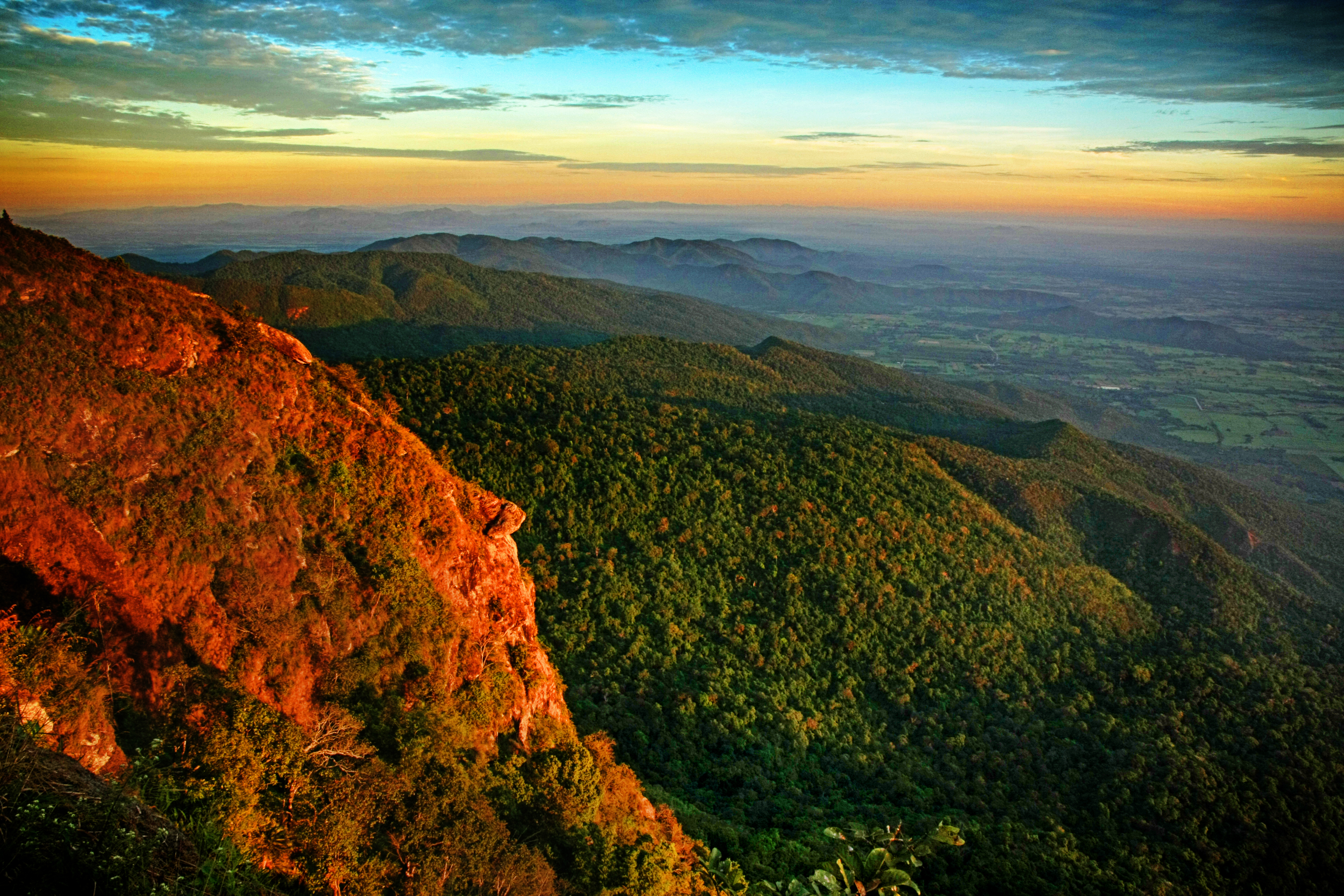
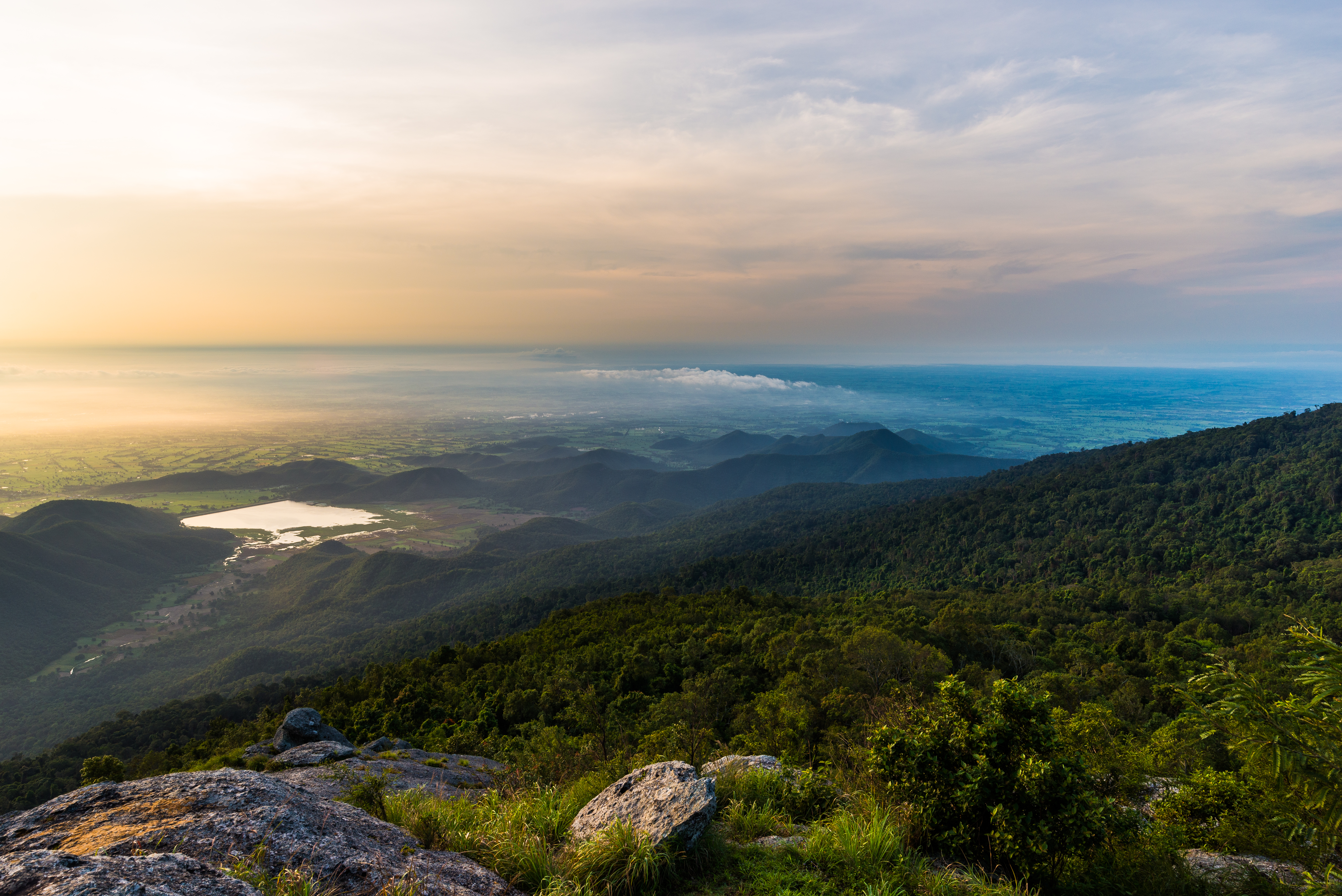
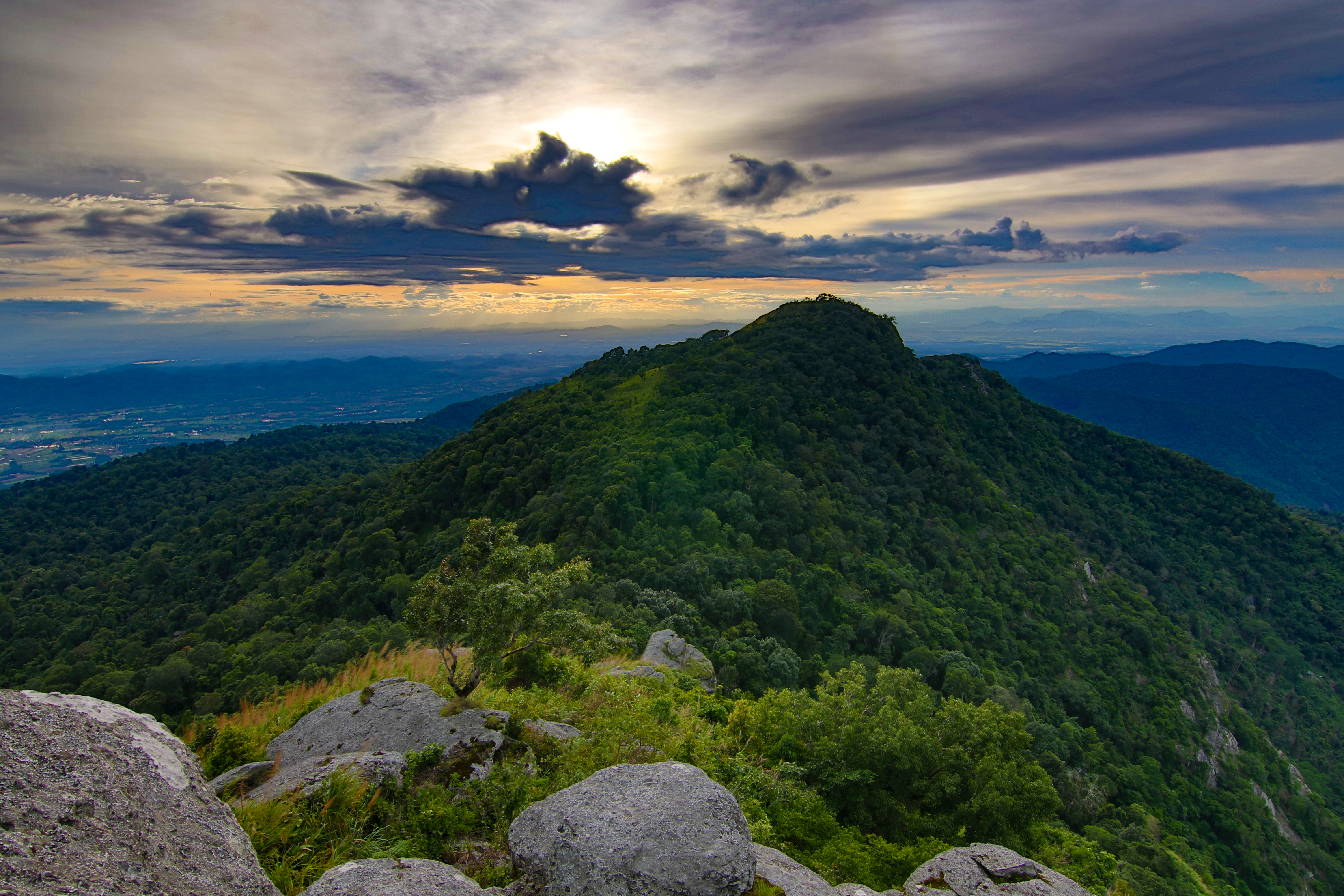